# Vintertullen

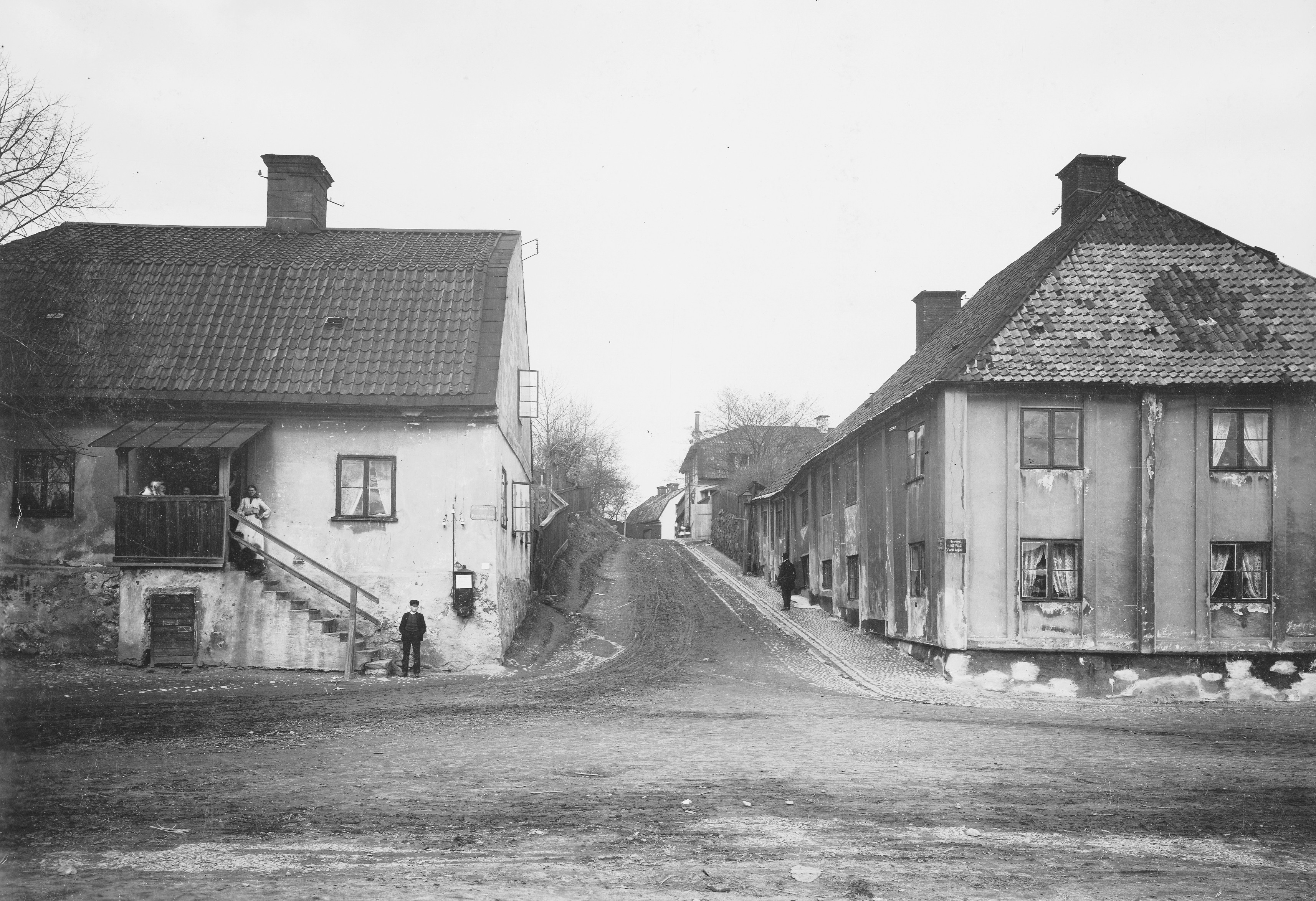
Gamla Hammarby tullhus (t.v.) 1906.

Vintertullen är ett informellt område inom stadsdelen Södermalm i Stockholms innerstad. Det är även namnet på ett kvarter som ligger sydväst om Vitabergen vid Malmgårdsvägen. Basområdet Vintertullen har (2005) 1 487 invånare.

## Historik
Namnet kommer av Hammarby vintertull, en av Stockholms tullar där avgift togs ut på varor som fördes in till staden med släde vintertid över frusna sjöar i nuvarande Nacka och Värmdö kommuner. Själva tullhuset, som revs 1907, låg i nuvarande hörnet Malmgårdsvägen / Ljusterögatan. Tidigare namn för Ljusterögatan var Tullgårdsgränd och för Malmgårdsvägen förekom bland annat Hammarby Tullgata. Som kvartersnamn förekom även Vintertullen större, mindre och yttersta.
Området utgörs huvudsakligen av bebyggelsen kring Anna Lindhs park, före detta Vintertullsparken, och Vintertullstorget, bland annat Kvarteret Hamnvakten som uppfördes på 1980-talet inom stadsbyggnadsprojektet Hammarby sjöstad.